# 银川镇
银川乡，是中华人民共和国甘肃省临夏回族自治州积石山保安族东乡族撒拉族自治县下辖的一个乡镇级行政单位。

## 行政区划
银川乡下辖以下地区：
新庄村、工匠村、刘王村、张家村、阳坡村、胡李村、银河村、水陈村、柏杨树村、鲁家湾村、龙光村和银川村。